# Jack (héroe)
Jack es un héroe inglés y un personaje arquetípico que aparece en múltiples leyendas, cuentos de hadas y canciones infantiles.

## Ejemplos de cuentos de Jack
Algunos de los cuentos de Jack más famosos son: "Jack y las habichuelas mágicas", " Jack Frost ", "Jack el caza gigantes", " El pequeño Jack Horner " y "La casa que Jack construyó". Si bien estos héroes no son necesariamente congruentes, sus conceptos están relacionados y en algunos casos son intercambiables. 

## Naturaleza
Generalmente se retrata a Jack como un adulto joven. A diferencia de los héroes de hadas moralizantes, Jack es a menudo vago o tonto, pero emerge triunfante a través del ingenio y el engaño, asemejándose a los arquetipos del embaucador o rebelde. Algunas de las historias presentan a los hermanos de Jack, Will y Tom. 
El concepto "Jack" se corresponde con el alemán Hans (o Hänsel) y el ruso Iván el Loco.  Algunos cuentos de Jack presentan temas que parecen originarse en cuentos populares germánicos.

## Cuentos de Jack en los Apalaches
Los "cuentos de Jack" están presentes en el folclore de los Apalaches .   Como señaló el folclorista Herbert Halpert, los cuentos de Appalachian Jack son análogos a muchas de las canciones populares de los Apalaches, se transmiten oralmente en lugar de por escrito y se remontan a fuentes en Inglaterra.  En los cuentos de Appalachian Jack, donde el original en inglés presentaría a un rey u otro noble, la versión del cuento de Appalachian Jack tendría un sheriff.
En su libro The Jack Tales, el folclorista estadounidense Richard Chase recopiló muchos cuentos populares de los Apalaches Jack contados por los descendientes de un hombre llamado Council Harmon (1803–1896), cuyo abuelo Cutliff Harmon (1748–1838), según Chase, había traído el Jack. cuentos a América.   Un descendiente notable del Consejo Harmon conocido por contar Jack Tales fue Ray Hicks, cuyos familiares continúan manteniendo viva la tradición oral.  La familia Harmon-Hicks también es conocida por su repertorio único de baladas folclóricas tradicionales británicas. 

## Lectura sugerida
- William Bernard McCarthy, Cheryl Oxford and Joseph Daniel Sobol, Jack in Two Worlds: Contemporary North American Tales and Their Tellers, University of North Carolina Press (1994), ISBN 978-0-8078-2135-0
- Julia Taylor Ebel, Orville Hicks: Mountain Stories, Mountain Roots, Parkway Publishers (2005), ISBN 978-1-933251-02-8
- Duncan Williamson, Don't Look Back, Jack!: Scottish Traveller Tales, Canongate Books (1990) ISBN 978-0-862413-09-5

## Otras lecturas
- Groome, Francis Hindes (1898). «Tobit and Jack the Giant-Killer». Folklore 9 (3): 226-244. doi:10.1080/0015587X.1898.9720457.
- Lovelace, Martin (2001). «Jack and His Masters: Real Worlds and Tale Worlds in Newfoundland Folktales». Journal of Folklore Research 38 (1/2): 149-170. ProQuest 853065320.